# Canonici regolari della Santa Croce
I canonici regolari della Santa Croce, o Fratelli della Croce (in latino Ordo Canonicorum Regularium Sanctae Crucis; sigla O.R.C.), sono un istituto religioso maschile di diritto pontificio.

## Storia

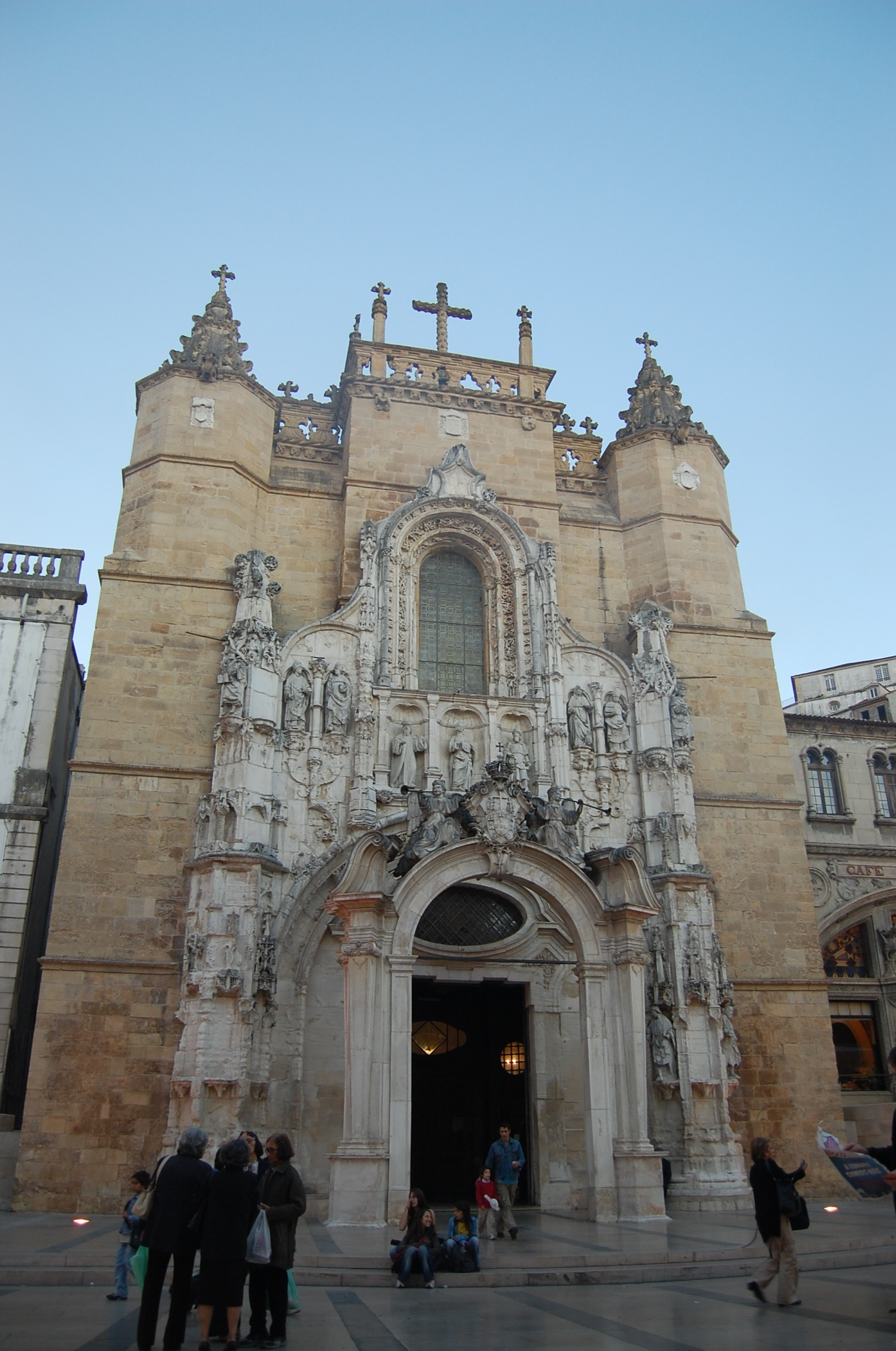
Il monastero della Santa Croce a Coimbra, casa madre dell'ordine

Il monastero della Santa Croce venne fondato a Coimbra dall'arcidiacono Tello insieme a João Peculiar e Teotonio, che ne fu il primo superiore. Il terreno per l'erezione del monastero venne donato dal re di Portogallo Alfonso I Henriques: la costruzione dell'edificio venne iniziata il 28 giugno 1131 e la vita comune dei canonici cominciò il 25 febbraio 1132.
I religiosi adottarono la regola di sant'Agostino e le consuetudini dei canonici di San Rufo di Avignone; papa Innocenzo II concesse ai canonici l'esenzione dalla giurisdizione vescovile e la protezione pontificia con decreto del 26 maggio 1135.
Santa Croce di Coimbra ebbe numerose filiali, ma nel XIII secolo iniziò un periodo di decadenza e di abbandono del primitivo rigorismo: nel XVI secolo venne avviata una riforma che portò alla federazione di alcuni monasteri in una congregazione, approvata da papa Paolo IV nel 1556.
I canonici di Santa Croce, insieme a tutti gli ordini religiosi maschili, furono dichiarati estinti dal governo portoghese il 28 maggio 1834.
La Santa Sede non accettò l'estinzione dell'istituto e il 24 agosto 1836 papa Gregorio XVI, in un ex audientia Sanctissimi, dichiarò la continuazione dell'ordine, confermò i suoi superiori e prolungò la durata dei loro uffici. Molti canonici continuarono la vita religiosa secondo le possibilità del tempo e uno di loro, Vittorino della Concezione Neves Teixeira Rebelo, fu decano della facoltà di teologia di Coimbra.
Poiché l'ordine, come persona morale ecclesiastica, non si era mai estinto, il 23 ottobre 1976 il vescovo di Leira chiese la restaurazione dell'istituto: la congregazione per i religiosi consentì la restaurazione prima provvisoriamente l'8 luglio 1977 e poi definitivamente il 29 maggio 1979.
La restaurazione fu resa possibile dai Fratelli della Santa Croce, ramo dell'Opus Angelorum, fondati a Sankt Petersberg, presso Innsbruck, ed eretti in pia unione dall'arcivescovo di Curitiba il 20 aprile 1974.

## Attività e diffusione
I canonici regolari di Santa Croce si dedicano al culto liturgico solenne ed alla cura delle anime, particolarmente dei sacerdoti.
Sono presenti in Europa (Austria, Italia, Portogallo), nelle Americhe (Brasile, Messico, Stati Uniti d'America) e in Asia (India, Filippine); la sede generalizia è in via Casale Vecchio di Aguzzano a Roma.
Alla fine del 2015 i canonici regolari della Santa Croce erano 132 (83 dei quali sacerdoti) in 12 case.